# Papp Zsigmond (főjegyző)
Udvarhelyi Papp Zsigmond (Péterfalva, 1856. július 21. – Budapest, 1899. június 10.) megyei aljegyző, tiszteletbeli főjegyző, lapszerkesztő.

## Élete
Református szülők gyermeke. A gimnáziumot és a jogi tanulmányokat a sárospataki főiskolában végezte; 1880-ban letette az elméleti vizsgálatokat. Mint jogász 40 forintnyi pályadíjat nyert a következő munkálatával: Az alispáni hivatal eredete, állása, jogköre hajdan és most. Azután mint joggyakornok Kóródy Sándornál működött Beregszászon, később aljegyző és tiszteletbeli főjegyző lett Ugocsa megyében. Budapesten halt meg, ahova betegsége miatt gyógykezelésre ment.
Cikke a Fővárosi Lapokban (1882. 211. sz. Mezei Józsefről); sok cikket írt a Bereg és Ugocsa c. lapokba.
Szerkesztette az Ugocsa című hetilapot 1886. január 1-től haláláig Nagyszőllősön és a vármegyei életet ismertette a lapban.